# Nusa grisea
Nusa grisea là một loài ruồi trong họ Asilidae. Nusa grisea được Hermann miêu tả năm 1914. Loài này phân bố ở miền Ấn Độ - Mã Lai.